# Die göttliche Komödie (1991)
Die göttliche Komödie (portugiesischer Originaltitel: A Divina Comédia) ist ein tragikomischer Spielfilm des portugiesischen Regisseurs Manoel de Oliveira aus dem Jahr 1991.
Es ist keine Adaption der bekannten Göttlichen Komödie von Dante Alighieri aus dem 14. Jahrhundert, sondern eine groteske Parabel auf die christlich-westliche Gesellschaft, die darin nur am Rande auch auf die bekannte Göttliche Komödie anspielt.

## Handlung
Die junge Sónia trifft in einer Irrenanstalt auf Menschen, die sich für Figuren aus der Bibel und der europäischen Geschichte und Literaturgeschichte halten. Es entspannen sich mal vernebelte und mal hellgeistige Dialoge, die Zitate aus der Bibel und aus Werken von Dostojewski, José Régio und Nietzsche beinhalten.
Die Szenen und Gespräche drehen sich um philosophische Fragestellungen und um menschliche Lebensfreude, und dabei auch um Sex als überhöhtes Ideal und um Macht als unbedingtes Ziel. Ist der Tod die absolute Begrenzung dieser menschgemachten Komödie für die einen, ist es für andere der Weg, Leid zu akzeptieren und durch die Wiederauferstehung dann zum finalen Triumph zu gelangen.

## Produktion
Der Film wurde ab dem 24. Oktober 1990 an verschiedenen Drehorten in Portugal gedreht, darunter das Haus des Schriftstellers Camilo Castelo Branco (1825–1890) im nordportugiesischen São Miguel de Seide, das Herrenhaus Palácio de Rio Frio in Pinhal Novo und andere Orte auf der Setúbal-Halbinsel und in Lissabon.
Produziert wurde der Film von den Filmproduktionsgesellschaften Madragoa Filmes (Portugal), Gemini Films (Frankreich) und 2001 Audiovisuel (Frankreich), in Koproduktion mit der Metropolis Zürich und dem öffentlich-rechtlichen portugiesischen Fernsehsender RTP und mit finanzieller Unterstützung durch die Filmförderungsanstalten Instituto Português de Cinema (heute ICA, Portugal) und CNC (Frankreich), das portugiesische Staatssekretariat für Kultur und die Gulbenkian-Stiftung.

## Rezeption
Die Uraufführung des Films war am 9. September 1991 beim 48. Filmfestival von Venedig, wo er am 14. September 1991 im Wettbewerb um den Goldenen Löwen lief und mit dem Großen Preis der Jury ausgezeichnet wurde. Er lief danach auf einigen weiteren internationalen Filmfestivals, darunter das Toronto International Film Festival 1991, das Internationale Filmfestival von Stockholm 1991 und das Chicago International Film Festival 1992.
In Portugal wurde er erstmals am 7. Oktober 1991 gezeigt, in der Cinemateca Portuguesa. Seinen Kinostart hatte der Film in Portugal am 11. Oktober 1991, wo er nur in neun Kinos lief, mit 14.400 Besuchern aber vergleichsweise erfolgreich war. Auch in Frankreich (Kinostart 5. April 1992) und den Niederlanden (Kinostart 26. November 1992) lief er im Kino.
A Divina Comédia erschien in Portugal zunächst als VHS-Kassette bei Atalanta Filmes und danach als DVD bei ZON Lusomundo (heute Teil des Medienunternehmens NOS), 2008 nochmal in einer DVD-Box als Teil einer Werkschau zum hundertjährigen Geburtstag de Oliveiras.